# Dysk z Nebry

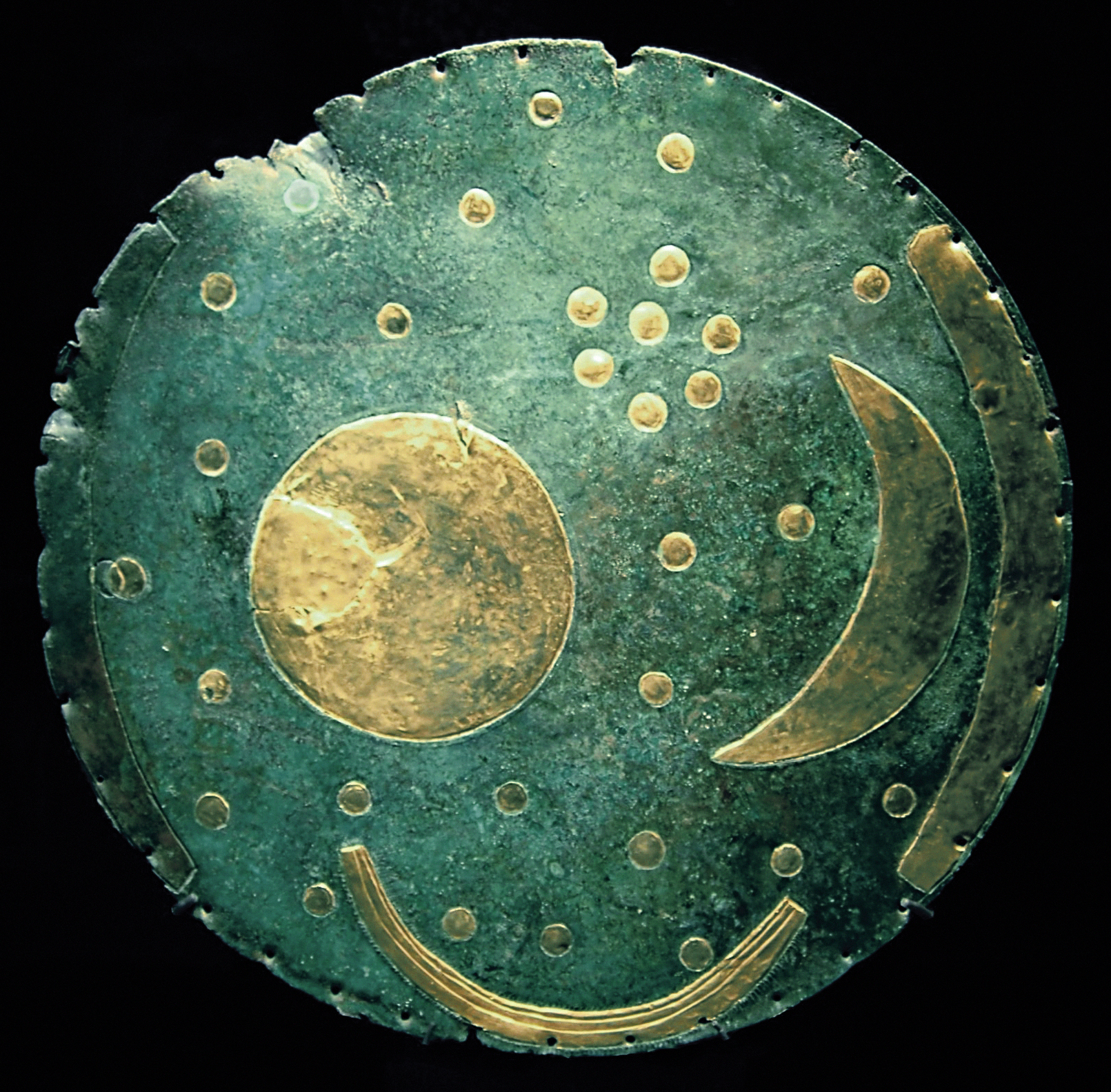
Dysk z Nebry

Dysk z Nebry (niem. Himmelsscheibe von Nebra) – brązowy dysk z epoki brązu, będący najprawdopodobniej przyrządem służącym do pomiarów astronomicznych. Odkryty w 1999 r. przez rabusiów grobów w okolicach Nebry w Niemczech. W roku 2013 dysk został wpisany na listę UNESCO Pamięć Świata.

## Charakterystyka

### Przeznaczenie
Dysk jest najprawdopodobniej narzędziem służącym do pomiarów astronomicznych, mógł mieć także duże znaczenie w sferze kultowej. Według niemieckiego astronoma Ralfa Hansena służył do korygowania różnic pomiędzy kalendarzem słonecznym a księżycowym. Gdy nad Księżycem znajdowały się Plejady, należało dodać kolejny miesiąc w kalendarzu księżycowym. Księżyc przedstawiony na dysku jest około pięciu dni po nowiu w pobliżu Plejad. Właśnie w takiej konfiguracji znajduje się raz na dwa lub trzy lata. Jest to tylko jedna z wielu interpretacji dysku z Nebry.

### Konstrukcja
Analizy dokonane przez E. Pernicka z Akademii Górniczej we Freibergu dowiodły, że miedź użyta do wytopu brązu, z którego powstał dysk z Nebry, pochodzi z Mitterbergu-Bischofshofen w Austrii, zaś cyna z Kornwalii, podczas gdy złoto, z którego wykonano przedstawienia gwiazd, Słońca i Księżyca, zostało wydobyte w Karpatach. Dysk ma 32 centymetry średnicy, a jego grubość waha się pomiędzy 4,5 milimetra w centrum a 1,7 milimetra przy krawędzi. Waży ok. 2,2 kg. Obecnie ma 29 umocowanych małych złotych krążków interpretowanych jako gwiazdy; jedną dużą, złotą, okrągłą płytkę, mającą symbolizować Słońce albo Księżyc w pełni, sierpowaty, złoty kształt – najprawdopodobniej Księżyc pomiędzy nowiem a kwadrą, łukowatą płytkę utworzoną ze złota innego pochodzenia, niż użyte do stworzenia reszty kształtów, a także drugi łukowaty kształt, również z innego złota. Dysk jest podniszczony na krawędziach, a wokół jego krawędzi znajdują się małe otwory średnicy 3 milimetrów. Stan współczesny odbiega jednak od wyglądu w czasach jego użytkowania.

## Historia

### Fazy użytkowania
W epoce brązu artefakt przechodził kolejne modyfikacje, przez co można wyróżnić cztery fazy jego użytkowania:
1. Pierwotnie dysk miał 32 małe krążki (gwiazdy) oraz dwie płytki: sierpowatą (Księżyc) i okrągłą (Słońce lub Księżyc w pełni). Siedem z gwiazd interpretuje się jako Plejady.
2. W późniejszym okresie dodano na dwóch przeciwległych krańcach dwa łuki wykonane ze złota innego pochodzenia. By stworzyć dla nich miejsce, jeden mały krążek znajdujący się po lewej stronie przesunięto, natomiast dwa znajdujące się po stronie prawej usunięto, co daje się zauważyć gołym okiem.
3. Kolejna faza wiąże się z dodaniem kolejnego łuku, mającego być „solarną barką”, utworzonego także ze złota innego pochodzenia.
4. Następnie utworzono na całym obwodzie 39 małych otworów, a dysku użyto w pochówku kurhanowym.

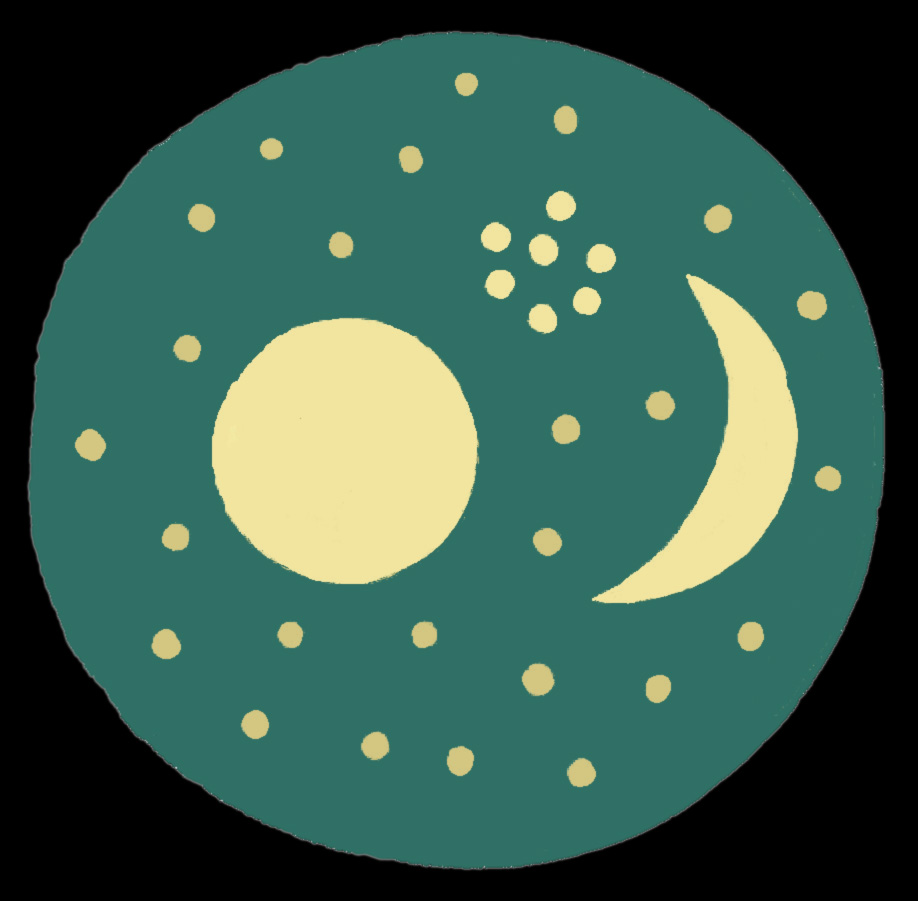
1) Po lewej stronie Słońce lub Księżyc w pełni, po prawej Księżyc 5 dni po nowiu, a pomiędzy nimi Plejady oraz inne gwiazdy
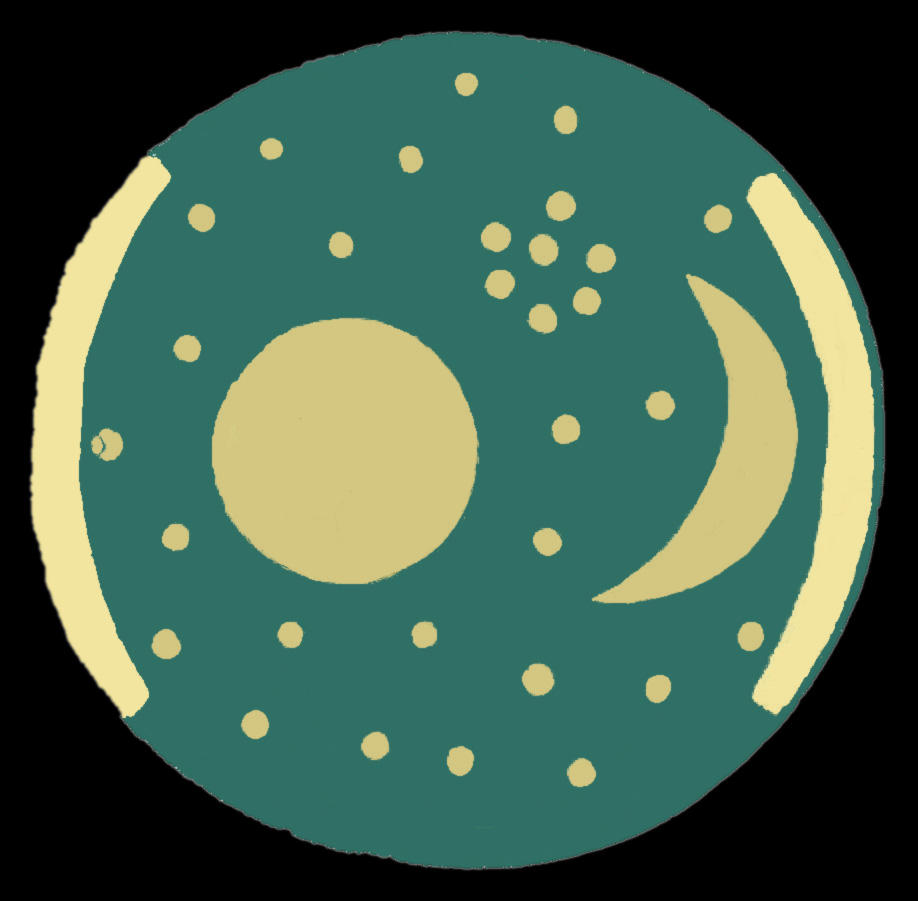
2) Dodano łuki po stronie horyzontu, z której Słońce wschodzi oraz z której zachodzi. Pojedyncze gwiazdy przesunięto lub usunięto
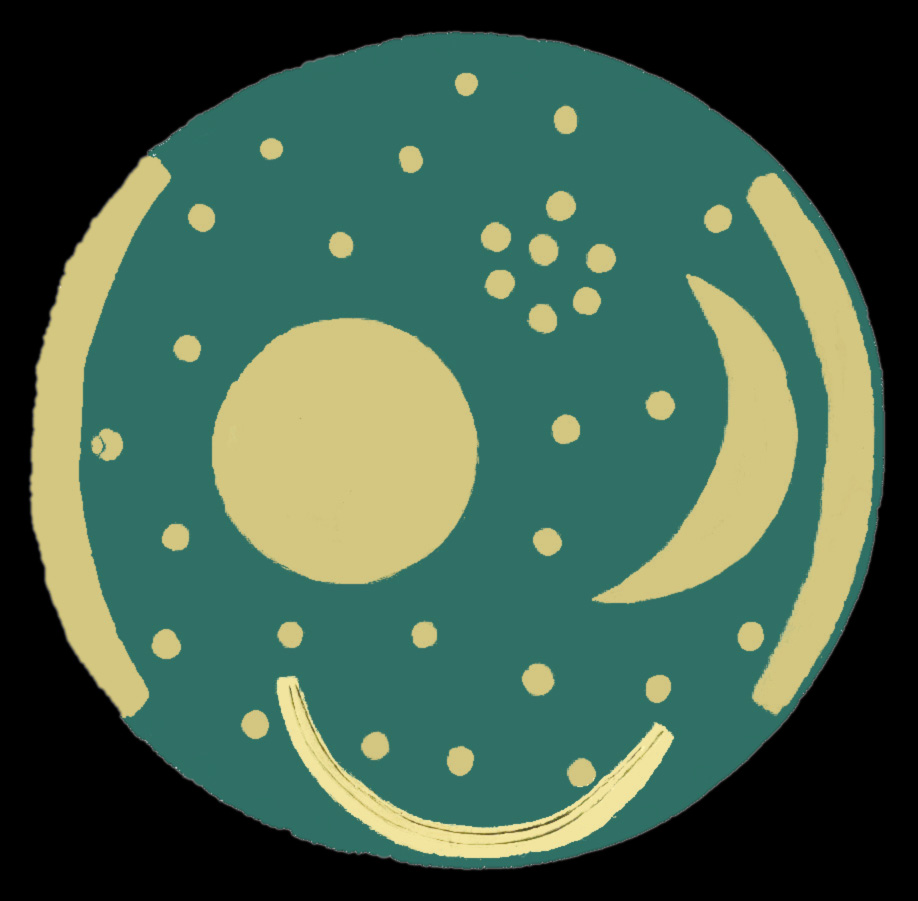
3) Dodano „barkę solarną”
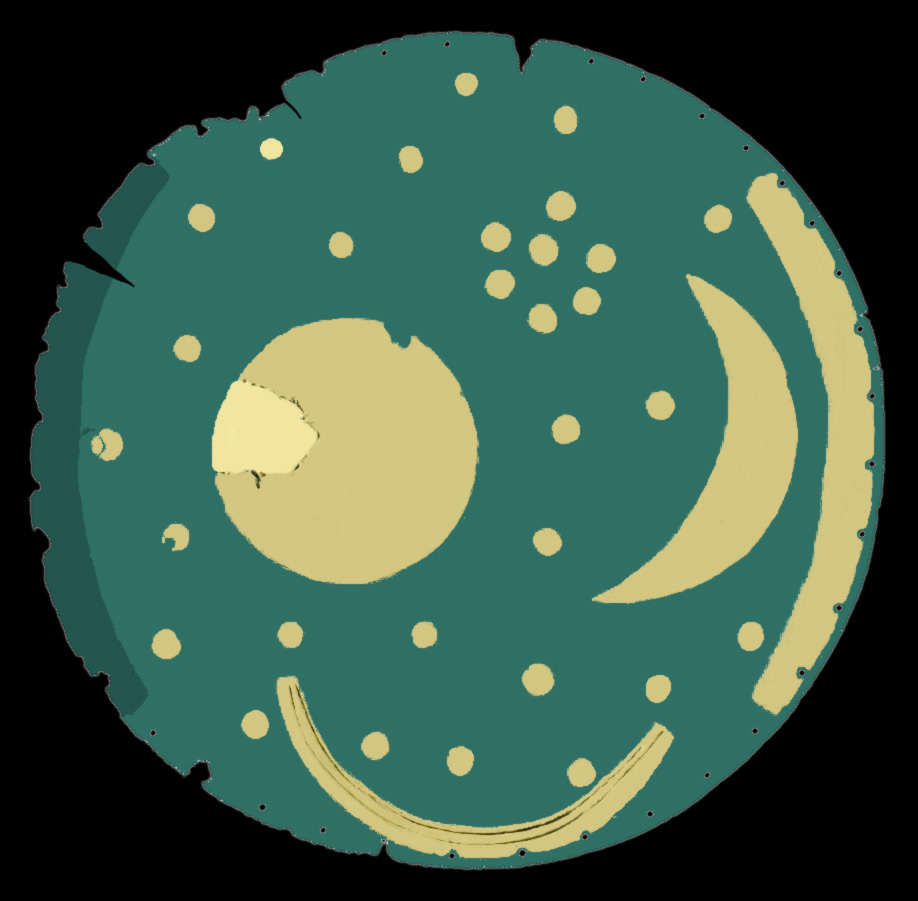
4) Stan obecny (jedna z gwiazd i fragment Słońca lub Księżyca zostały zrekonstruowane)

### Odkrycie

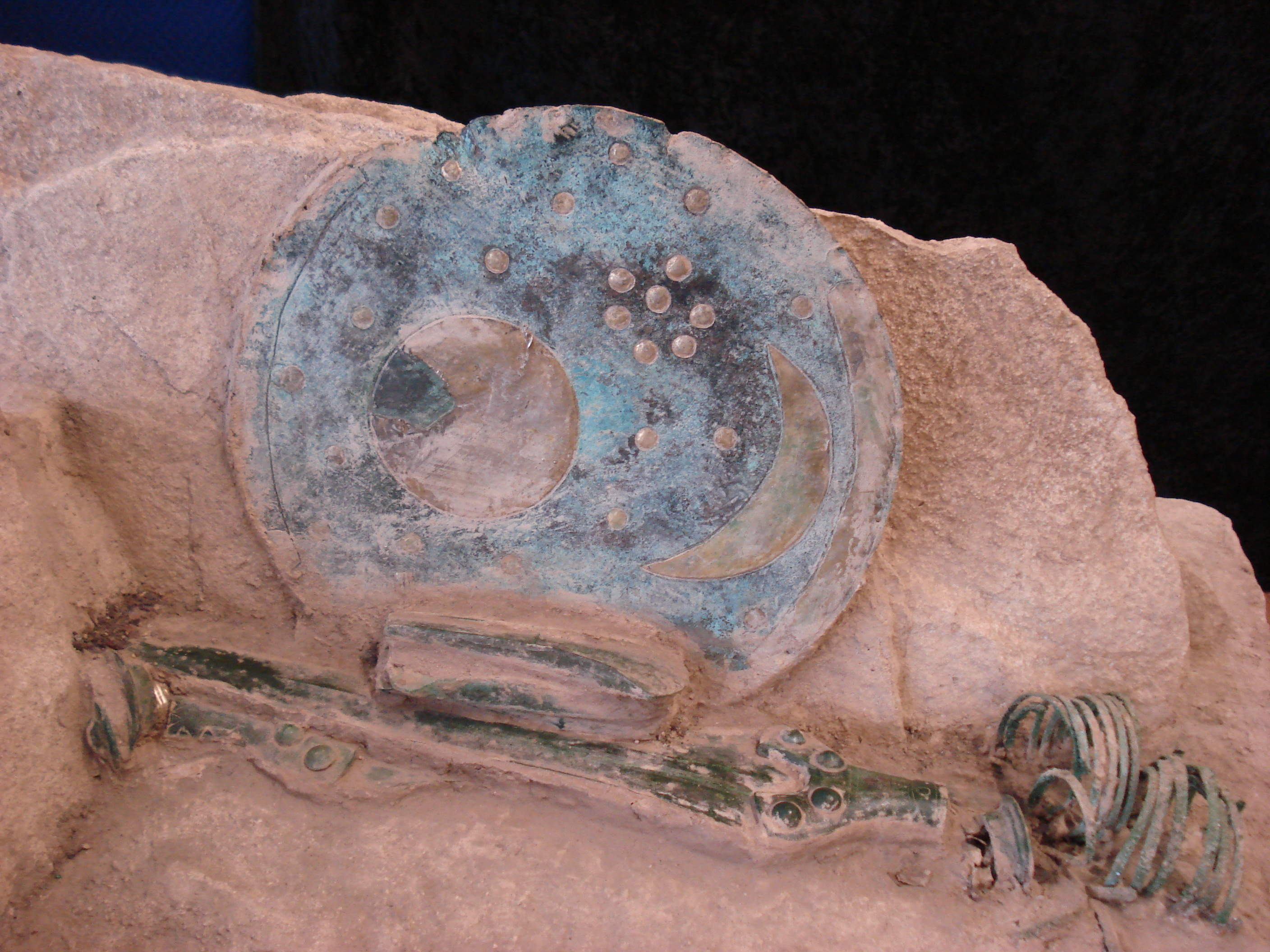
Makieta przedstawiająca ułożenie dysku oraz pozostałych przedmiotów w momencie odkrycia

Dysk został odkryty wraz z kilkoma innymi zabytkami brązowymi w lipcu 1999 roku za pomocą wykrywacza metali przez dwójkę poszukiwaczy rabujących kurhany znajdujące się w pobliżu Nebry (Saksonia-Anhalt, Niemcy). Byli to Henry Westphal i Mario Renner. Mężczyźni ci wpadli w lutym 2002 roku w Bazylei w ręce szwajcarskiej policji przy próbie wywiezienia Dysku z Nebry za granicę. Zabytek został przekazany w ręce głównego archeologa kraju związkowego Saksonia-Anhalt, Haralda Mellera. Dzięki zeznaniom zatrzymanych udało się ustalić miejsce odkrycia – wzniesienie Mittelberg w gminie Ziegelroda (niem. Gemeinde Ziegelroda). Obszar ten był zamieszkany już w neolicie, a w jego okolicy znajduje się ok. tysiąca kurhanów.

### Kwestia autentyczności
Początkowo ze względu na wyjątkowość i niepowtarzalność niektórzy badacze podważali autentyczność tego zabytku. Wiązało się to zwłaszcza z nie do końca wyjaśnionymi okolicznościami jego odkrycia. Niemiecki archeolog Peter Schauer argumentował, że po oddaniu moczu na przedmiot z brązu i zakopaniu go na kilka tygodni w ziemi, uzyska się taką samą patynę jak na dysku z Nebry. Autentyczność zabytku podawał w wątpliwość także profesor Richard Harrison oraz wielu innych badaczy argumentujących swoje teorie brakiem jakichkolwiek analogicznych znalezisk z tego okresu dziejów. Wątpliwości zostały jednak rozwiane podczas badań wewnątrz kurhanu, w którym poszukiwacze skarbów mieli odkryć dysk. Znaleziono w nim brakujący dotąd fragment złotej płytki przedstawiającej Słońce lub Księżyc w pełni. Na podstawie badań przeprowadzonych w tym kurhanie udało się datować zabytek.

### Datowanie

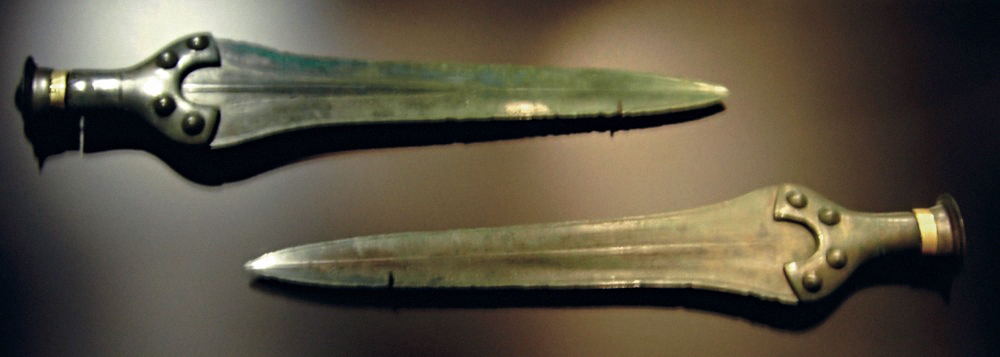
Sztylety znalezione razem z dyskiem

Znalezione razem z dyskiem sztylety i siekierki typologicznie datowane są na przełom trzeciego i drugiego tysiąclecia przed naszą erą. Z kolei datowanie radiowęglowe fragmentu kory brzozowej znalezionej przy brązowych sztyletach, wskazuje na okres zamykający się w granicach 1600–1500 lat p.n.e. Należy jednak wziąć pod uwagę, że są to lata, w których pochowano osobę leżącą w kurhanie, czyli czas zdeponowania dysku w ziemi. Wcześniej mógł on być w użyciu przez kilka pokoleń. Niektórzy badacze uważają, że dysk mógł być używany od około 2000 roku p.n.e.

### Na wystawach
Dysk stał się najważniejszym elementem wystawy zatytułowanej Der geschmiedete Himmel (Wykute niebo), na której znajdowało się 1600 zabytków z epoki brązu, w tym także słynny wózek z Trundholm. Wystawę można było oglądać w Halle od 15 października 2004 roku do 22 maja 2005 roku, w Kopenhadze od 1 lipca do 22 października 2005 roku, w Wiedniu od 9 listopada 2005 roku do 5 lutego 2006 roku, w Mannheim od 10 marca do 16 lipca 2006 roku oraz w Bazylei od 29 września 2006 roku do 25 lutego 2007 roku.
Od 20 czerwca 2007 roku otwarte jest Multimedialne Centrum Zwiedzających, znajdujące się niedaleko od Nebra (Unstrut).
Dysk z Nebry od 23 maja 2008 roku jest częścią stałej ekspozycji w Muzeum Prehistorii (Landesmuseum für Vorgeschichte) w Halle.
Od czerwca do października 2023 wierną kopię zabytku można było oglądać w spichlerzu Błękitny Baranek w Gdańsku.

## W popkulturze
Tak samo jak w przypadku Stonehenge lub Arkaim odkrycie dysku z Nebry wiąże się z wieloma spekulacjami związanymi ze środowiskiem pseudoarcheologii i współczesnych kultów neopogańskich. Nie brakuje także licznych głosów wiążących ten zabytek ze zjawiskami paranormalnymi, między innymi z przybyszami z obcych planet.